# Haplogona carinthiaca
Haplogona carinthiaca är en mångfotingart som först beskrevs av Pius Strasser 1967.  Haplogona carinthiaca ingår i släktet Haplogona och familjen Verhoeffiidae. Inga underarter finns listade i Catalogue of Life.